# قشر مرفه (فیلم ۱۹۵۶)
قشر مرفه (انگلیسی: High Society) فیلمی در ژانر کمدی رمانتیک و موزیکال به کارگردانی چارلز والترز است که در سال ۱۹۵۶ منتشر شد.

## بازیگران
- بینگ کرازبی
- گریس کلی
- فرانک سیناترا
- سلست هولم
- جان لوند
- لوئیس کالهرن
- لویی آرمسترانگ
- سیدنی بلکمر
- ریچارد گریک

## جسارت های وابسته
قشر مرفه (مجموعه تلویزیونی)